# 东京都历史文化财团
东京都历史文化财团是一个位于日本东京都的公益财团法人。

## 历史
1982年成立东京都文化振兴会，1990年成立江户东京历史财团，1995年两者合并改为现在名字。2010年4月改为公益财团法人。

## 管理场所
东京都历史文化财团主要负责管理以下文化场所：
- 東京都庭園美術館
- 江戶東京博物館
- 江戶東京建築園
- 東京都寫真美術館
- 東京都現代美術館
- 东京都公园街画廊
- 東京都美術館
- 东京都艺术空间
- 東京文化會館
- 東京藝術劇場
- 水天宫

## 人物
- 日枝久（理事长）
- 氏家齐一郎（前理事长）
- 冈田至（前副理事长）